# Ichneutes reunitor
Ichneutes reunitor är en stekelart som beskrevs av Christian Gottfried Daniel Nees von Esenbeck 1816. Ichneutes reunitor ingår i släktet Ichneutes och familjen bracksteklar. Arten är reproducerande i Sverige. Inga underarter finns listade i Catalogue of Life.